# Yabu Island
Yabu Island (auch: Yambu) ist eine Insel der Kadavu-Gruppe in Fidschi.

## Geographie
Yabu liegt zwischen Ono, Vurolevu und Buliya im Nordosten vor Hauptinsel Kadavu. Sie liegt im Bereich des Vuavua-i-Yabu Reef und besteht nur aus einem kurzen Motu, welches, wie viele der Inseln in dem Bereich, sich von Süden nach Norden erstreckt. Der höchste Punkt der Insel ist mit 14 m der Delaiyambu-Hügel (Ndelaiyambu).